# Morgenkåbe
En morgenkåbe, housecoat eller slåbrok er et frakkelignende beklædningsgenstand. Den minder om en kåbe og har bælte. Den kan have hætte og sjalskrave. Den bæres typisk om morgenen over en pyjamas eller inden sengetid.
Modsat en badekåbe, som ofte fremstilles i frotté, bæres den over andet tøj. Mens en badekåbe har som formål at tørre kroppen efter et bad, og stoffet derfor har sugeevne, har en morgenkåbe ikke  samme funktion og fremstilles gerne  i  silke eller uld. Det er ofte uld med skotskternet mønster.